# Kristina Moore

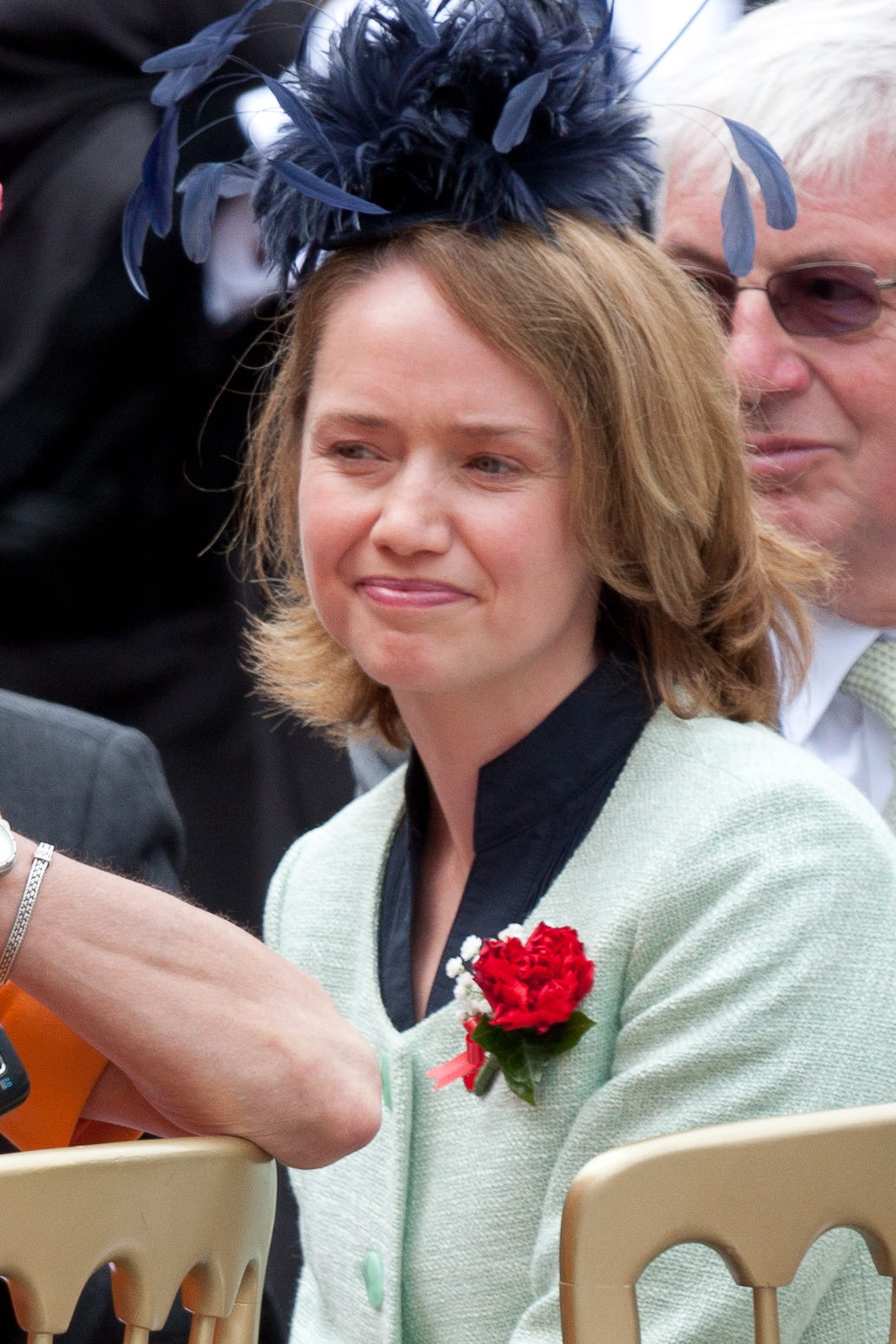
Moore im Jahr 2012

Kristina Louise Moore (* 1974/1975 in England) ist eine britische Politikerin und ehemalige Journalistin aus Jersey, die von 2022 bis 2024 Chief Minister von Jersey war.
Sie ist seit 2011 Mitglied der States of Jersey (Staatsversammlung) und derzeit Abgeordnete für Saint Mary, Saint Ouen und Saint Peter. Zunächst als Vertreterin für Saint Peter tätig, war sie von 2014 bis 2018 Innenministerin. 2018 wurde sie zur Senatorin gewählt und übernahm den Vorsitz des Prüfungsausschusses für Unternehmensdienstleistungen.
2022 wurde sie von der neuen Staatsversammlung zur ersten Regierungschefin von Jersey gewählt und trat am 12. Juli 2022 ihr Amt an. Im Januar 2024 verlor sie nach einem Misstrauensvotum ihr Amt. 
Vor ihrem Eintritt in die Politik arbeitete sie für ITV Central in Großbritannien und ITV Channel Television in Jersey.

## Journalismus
Nach Abschluss eines B.A. in Französisch an der University of Birmingham und eines Postgraduierten-Diploms in Rundfunkjournalismus am Highbury College arbeitete Moore in der Nachrichtenabteilung unabhängiger lokaler Radiosender in Südengland. Einige Jahre arbeitete sie für ITV Central in Nottingham als Reporterin und Nachrichtensprecherin für Central News East.
Im Jahr 2000 kam sie als Nachrichtenreporterin zu Channel Television, sie ersetzte dort Jenny Kirk als Hauptmoderatorin von Channel Report und übernahm eine Rolle als politische Korrespondentin. Sie arbeitete auch für kurze Zeit für BBC Spotlight auf den Kanalinseln.
Vor ihrer Wahl ins Jersey-Parlament im Jahr 2011 arbeitete Moore über zehn Jahre lang als Rundfunkjournalistin auf den Kanalinseln und im Vereinigten Königreich und präsentierte die abendliche regionale Nachrichtensendung von Channel Television, Channel Report.

## Politische Karriere
Moore kandidierte 2011 für die Staatsversammlung auf dem einzigen vertretenden Sitz von Saint Peter bei den Parlamentswahlen. Sie wurde am 19. Oktober 2011 gewählt und besiegte Wayne Le Marquand mit 1.169 zu 589 Stimmen.
In ihrem Manifest von 2011 erklärte sie, dass sie sich jeder weiteren Erhöhung der Goods and Services Tax (GST) von Jersey widersetzen würde und dass die vorgeschlagene Reduzierung der Zahl der Mitgliedsstaaten bis 2014 durchgeführt werden würde. Zu diesem Zeitpunkt im Jahr 2011 betrug der GST-Satz 5 %, nachdem er im Juni 2011 von 3 % erhöht worden war.
Am 15. Oktober 2014 wurde Moore als Vertreterin wiedergewählt und besiegte Debbie Hardisty mit 1.335 zu 200 Stimmen. Von 2014 bis 2018, während Ian Gorsts zweiter Amtszeit als Chief Minister, war sie Innenministerin mit Zuständigkeit für die öffentliche Sicherheit, Strafverfolgung, Rettungsdienste und Einwanderung. Ihre Stellvertreterin war Deidre Mezbourian, Connétable of Saint Lawrence. Ein bemerkenswertes Gesetz, das während Moores Amtszeit eingeführt wurde, war das Sexual Offenses Law 2018, das den Schutz von Inselbewohnern (insbesondere Kindern) vor Sexualdelikten stärkte und zum ersten Mal einen Schutz vor weiblicher Genitalverstümmelung einführte.
2018 kündigte Moore an, bei den anstehenden Parlamentswahlen als Senatorin zu kandidieren. Sie wurde am 16. Mai 2018 zur Senatorin gewählt und belegte den zweiten Platz von siebzehn Kandidaten für die acht Senatorenposten. Sie erhielt 15.292 Stimmen, nur knapp geschlagen von Tracey Vallois, die 15.518 Stimmen erhielt. Bei der vorangegangenen Wahl zum Chief Minister unterstützte sie den amtierenden Senator Ian Gorst, der gegen Senator John Le Fondré verlor. Moore verließ die Regierung und übernahm Positionen in verschiedenen Prüfungsgremien, vor allem als Vorsitzende des Corporate Services Panel und Präsidentin des Scrutiny Liaison Committee.
Im November 2020 legte Moore Chief Minister John Le Fondré ein Misstrauensvotum wegen eines Skandals vor, bei dem Charlie Parker, Chief Executive der Regierung von Jersey, erlaubt wurde, als Nebentätigkeit eine nicht geschäftsführende Direktorenstelle anzunehmen.
Bei den Parlamentswahlen 2022 wurde sie zur Abgeordneten für Saint Mary, Saint Ouen und Saint Peter gewählt, nachdem das Amt der Senatorin abgeschafft worden war. Am 5. Juli 2022 wurde sie von der Staatsversammlung zum Chief Minister gewählt. Sie erhielt 39 Stimmen, wobei der stellvertretende Sam Mezec von Reform Jersey 10 Stimmen erhielt. Sie trat ihr Amt am 12. Juli an. Im Januar 2024 verlor sie das Amt nach einem Misstrauensvotum.